# سددينغتون (بيدفوردشير)
سددينغتون (بالإنجليزية: Seddington)‏ هي قرية تقع في المملكة المتحدة في شرق انجلترا.